# Ярочин
Яро̀чин (на полски: Jarocin; на немски: Kesselberg, Jarotschin) е град в Централна Полша, Великополско войводство. Административен център е на Ярочински окръг и Ярочинска община. Заема площ от 14,64 км2.

## География
Градът се намира в историческата област Калишко (част от Шерадзката земя). Разположен е на 73 километра югоизточно от Познан и на 58 километра северозападно от Калиш.

## История
Първото споменаване на селището в писмен документ датира от 1257 година.
В периода 1975 – 1998 г. градът е част от Калишкото войводство.

## Население
Населението на града възлиза на 26 238 души (2017 г.). Гъстотата е 1792 души/км2.

## Личности
Родени в града:
- Едуард Ласкер – немски политик
- Елизабет Шварцкопф – немска оперна певица

## Градове партньори
- Libercourt, Франция
- Veldhoven, Нидерландия
- Хатван, Унгария
- Шлюхтерн, Германия
- Олександрия, Украйна
- Коркутели, Турция

## Фотогалерия
- Църква „Св. Марчин“
- Дворец „Радолински“
- Железопътната гара